# 上海保利大剧院

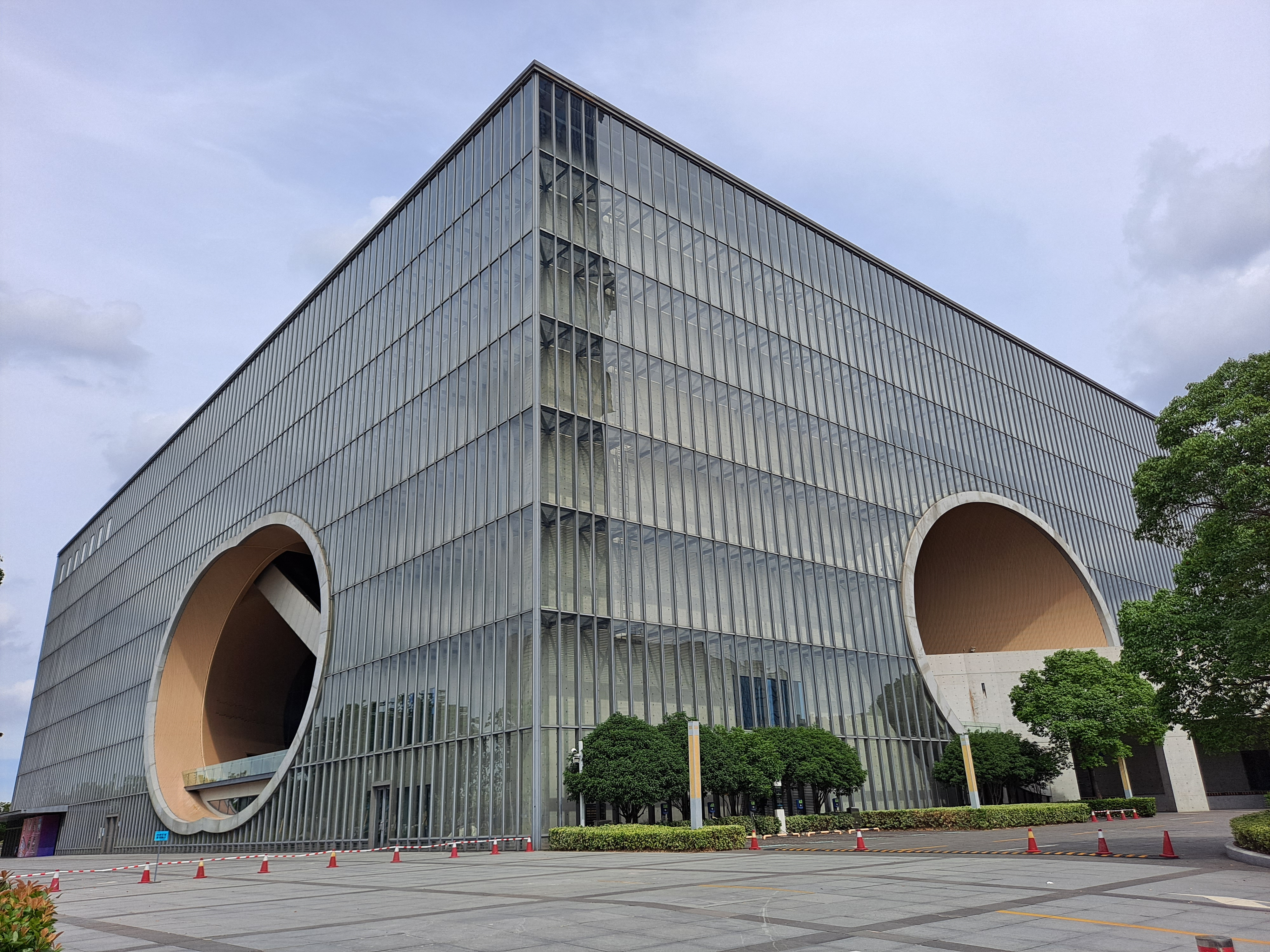
上海保利大剧院

上海保利大剧院是位於中華人民共和國上海市嘉定區遠香湖公園旁的一個劇場。

## 历史
于2015年9月30日正式開業。劇院總建築面積56000平方米，內有1500座的大劇場和400多座的多功能廳和排演廳。由於位於遠香湖旁，它是中華人民共和國首個擁有水景劇場的劇院。遠香湖上有100平方米的水上舞台，供上海保利大剧院使用。

## 外部連結
- 官方网站